# Documentaliste
Ne doit pas être confondu avec Documentariste.
 (juin 2023).
Si vous disposez d'ouvrages ou d'articles de référence ou si vous connaissez des sites web de qualité traitant du thème abordé ici, merci de compléter l'article en donnant les références utiles à sa vérifiabilité et en les liant à la section « Notes et références ».
 (janvier 2015).
Un documentaliste est un professionnel de l'information-documentation. Au Québec, ce professionnel est appelé un technicien en documentation ou recherchiste. En France, les documentalistes de l'éducation nationale ont le statut de professeur-documentaliste.
Selon E. De Grolier, « le métier de documentaliste est un métier d'intermédiaire dont la fonction essentielle est de mettre en contact ceux qui ont besoin de savoir et ceux qui savent ».

## Historique, fonction et missions
Le métier de documentaliste est relativement récent. Il date d'un siècle et s'est construit par rapport aux métiers d'archiviste et de bibliothécaire, beaucoup plus anciens. Il a hérité partiellement de leur technicité et de leur fonctionnalité. Cela peut générer une certaine confusion quant à la perception de sa vocation réelle, d'autant plus qu'aujourd'hui, l'image du documentaliste a du mal à se détacher de celle de ses disciplines fondatrices.[pas clair]
Paul Otlet et Henri La Fontaine sont les premiers à utiliser le terme de documentation. Le métier de documentaliste se développe avec la révolution industrielle et la création de nouveaux secteurs d'activités économiques qui entraînent le développement des activités documentaires, du traitement de l'information et la création de centres de documentation.
La profession commence à se structurer grâce à quelques bibliothécaires ayant compris la nécessité d'utiliser des méthodes particulières pour répondre aux nouveaux défis de la société[pas clair] comme Suzanne Briet.
En 1926, à Prague, sont jetées les bases de l'IFLA (International Federation of Libraries Associations and Institutions).
En 1931, l'Union française des organismes de documentation se met en place. C'est un véritable laboratoire de recherche qui précise la terminologie, les règles et les normes de la profession ; c'est aussi un lieu d'échanges et de formation entre bibliothécaires, conservateurs, documentalistes et archivistes.
En 1947 est créée l'Association belge de documentation (ABD-BVD), dont le caractère est essentiellement scientifique ; elle vise l’étude et la promotion des métiers liés à la gestion de l’information en général et de la documentation en particulier.
En 1950 est créé l'Institut national des techniques de la documentation (INTD), première école nationale habilitée à former les techniciens de la documentation et à délivrer des diplômes de documentaliste. En 1951 est publié l’ouvrage de Suzanne Briet « Qu'est-ce-que la documentation ? » .
En 1963, l'Association des professionnels de l'information et de la documentation (ADBS) voit le jour ; en 2011, elle compte 4 100 adhérents.
Les années 1970 voient un engouement pour la profession, notamment avec l'arrivée de l'informatique documentaire, des technologies de l'information et de l'Internet.
Les dénominations changent, mais ce qui caractérise toujours le métier reste : d'une part, la mise en œuvre de méthodes et techniques de traitement de l'information ; d'autre part, des activités de recherche d'information sur des sources variées. L'apport des professionnels étant plus associé aux contenus informationnels qu'aux documents eux-mêmes[pas clair], la dénomination a alors évolué, et le terme de professionnels de l'information apparaît à la fin des années 1990 : en France, par exemple, avec le changement du nom de l'Association des professionnels de l'information et de la documentation, mais aussi dans les pays anglo-saxons .
De nombreuses entreprises, administrations et organes de presse possèdent leur propre centre de documentation. Dans le cas contraire, ils s'adressent à des sociétés ou à des professionnels indépendants dont c'est la spécialité. Certains secteurs sont bien représentés : banque, assurance, industrie pharmaceutique et chimique, cabinets juridiques, etc.). S'y ajoutent les associations et les organismes internationaux (OCDE, UNESCO, etc.), ou encore les fondations et les organisations non gouvernementales.
De nos jours, la veille documentaire ou veille stratégique est un aspect essentiel de la profession de documentaliste. Cette activité de recherche d'information axée principalement sur l'actualité, qu'elle soit technologique, économique, financière, juridique ou culturelle, est une aide essentielle à la prise de décision pour tous types d'organismes. L'activité de "veilleur" s'est particulièrement développée grâce à l'arrivée de l'Internet et la performance des moteurs de recherche. 
Quel que soit son lieu d'activité, le documentaliste travaille essentiellement sur ordinateur et en ligne. Les technologies de l'information et de la communication (TIC) évoluant très vite, la documentation est en constante évolution, et les professionnels doivent se former régulièrement.

## Statuts
Le métier de documentaliste s’exerce dans le secteur privé ou dans le secteur public.
Dans le secteur privé, le statut de documentaliste est défini par le contrat d'embauche et dépend des secteurs professionnels et des entreprises elles-mêmes. Dans certaines entreprises ou organisations, en fonction du niveau de formation, cette fonction a un statut de cadre. Dans la fonction publique d’État, deux statuts (de catégorie A) existent désormais pour les professionnels de la documentation, celui de chargé d’études documentaires et plus récemment celui d'ingénieur d'études documentaliste. Il est divisé en 3 corps dépendant de gestionnaires différents : le ministère de l’équipement (corps interministériel), le ministère de la culture et de l'Éducation nationale. Les Chargés d'études documentaires du Secrétariat général du gouvernement ont été intégrés au corps des attachés d'administration des services du Premier ministre par décret no 2007-1138 du 26 juillet 2007. Il y a aussi, bien sûr, des professeurs certifiés en documentation exerçant principalement dans les collèges et lycées.
Dans la fonction publique territoriale, il existe plusieurs concours concernant les documentalistes : le concours de bibliothécaire territorial (catégorie A, niveau Bac + 3) avec une spécialité Documentation, le concours d’assistant qualifié territorial du patrimoine et des bibliothèques (catégorie B, Bac + 2) et le concours d’assistant territorial de conservation du patrimoine et des bibliothèques (catégorie B, niveau Bac).
Les associations professionnelles ont joué et jouent encore un grand rôle dans la reconnaissance du statut des documentalistes : elles sont l'interlocuteur privilégié entre l'État, l'entreprise et le documentaliste. L'ADBS, par exemple, a créé en son sein une commission « Statut » qui a beaucoup travaillé à la mise en place du concours interministériel de chargé d'études documentaires. Finalement créé par décret du 19 mars 1998, ce statut de chargé d'études documentaires reste peu étendu car il ne concerne que les fonctionnaires de catégorie A et seulement trois corps : 
- chargés d'études documentaires du Secrétariat général du Gouvernement (SGG, rattaché au Premier ministre)
- chargés d'études documentaires du Ministère de la Culture : regroupement des corps de documentalistes et chargés d'études documentaires des ministères de la Culture et de l'Education nationale
- chargés d'études documentaires interministériels : ce corps est géré par le Ministère de l'Equipement. et qui travaille désormais pour la catégorie B.

L'ADBS a également participé à la mise en place d'une certification pour promouvoir les acquis professionnels des documentalistes. Ce mécanisme sert en particulier les personnes ne possédant pas de diplômes professionnels mais exerçant ce métier depuis très longtemps : l'obtention d'un certificat permet de valider leurs acquis professionnels. C’est la reconnaissance d'un « savoir-faire » par la profession « en dehors de tout cadre figé ». La certification deviendra même européenne grâce au projet CertiDoc. L'ADBS s'est retiré de ce processus européen en décembre 2010 .

## Bibliothécaires et documentalistes
On oppose depuis longtemps les deux métiers, les documentalistes souhaitant se différencier de leurs collègues bibliothécaires et faire reconnaître leur spécificité (traitement et analyse du contenu, diffusion de l'information, recherche et  veille). De nombreux centres documentaires ont des collections d'ouvrages ou de revues en très faible volume, voire n'assurent que très peu des fonctions de prêt, leur rôle étant plutôt dévolu à la réponse aux besoins de leurs publics et des services de l'organisation. En France, la différence porte aussi sur la question du statut des deux professions et d'exercice des métiers, les bibliothécaires ayant un statut de fonctionnaire d'État ou des collectivités territoriales mieux assuré. Cette question a évolué pour les documentalistes depuis 1989 et également avec le Capes de documentation. Dans ce contexte de la fonction publique en France, les cadres d'exercice entre bibliothécaires et documentalistes sont assez différents et peut-être plus « précaires » pour les documentalistes.
À l'heure actuelle, les points de convergence entre certains dispositifs de documentation et les bibliothèques sont de plus en plus évidents : par l'arrivée des technologies tout d'abord, les bibliothèques proposant les mêmes outils de recherche d'information que les centres de documentation (banques de données, cédéroms, Internet, ...) ; par l'arrivée en force dans les deux secteurs, de l'économie et de méthodes managériales utilisées dans les organisations (gestion, performance du service, rentabilité, qualité, …) ; par l'émergence de préoccupations communes ayant trait au monde de l'information (validité et pertinence de l'information diffusée, droit de l'information, société de l'information). Enfin, le facteur majeur de convergence est certainement la prise de conscience du rôle central de l'utilisateur / lecteur / usager (élève, étudiant, enseignant, public spécialisé ou plus large), ce qui entraîne bibliothécaire et documentaliste à mieux mettre en lumière leur action et à transmettre leur savoir-faire. Dans ces contextes professionnels, la complémentarité existe réellement et à plusieurs niveaux : des fonds et des collections, des espaces et technologies proposées, des compétences que les deux métiers peuvent échanger. Leur intérêt (et leur avenir) repose d'ailleurs sur cet échange : c'est dans ce sens que travaillent les principales associations, l'ABF et l'ADBS.
Notons toutefois que dans nombre de secteurs professionnels, le métier de documentaliste s'est orienté dès les années 1970 sur des actions de soutien aux activités opérationnelles des collaborateurs de l'entreprise. Tout en restant centrés sur l'information et les documents, ces professionnels se sont détachés d'une fonction stricte d'organisation de collections ou de services de prêt de publications, pour déployer des actions articulées aux projets et activités des collaborateurs et services, nécessitant alors une plus grande prise en compte des pratiques mais surtout des méthodes de production et gestion de l'information opérationnelle et des contraintes de ces métiers.
Les utilisateurs recherchent maintenant eux-mêmes ce qu'ils veulent : ils peuvent disposer d’informations diverses sur la plupart des sujets et pour cela un documentaliste ne leur est pas nécessaire systématiquement. Cependant, dans le cadre de demandes plus complexes, le documentaliste est et restera indispensable. Selon la complexité de la demande, le documentaliste tiendra un simple rôle d'assistanat ou deviendra un véritable partenaire. L'utilisateur se passera du documentaliste tant qu'il ne verra dans l'internet que l'aspect ludique mais lorsque la recherche se compliquera, il fera appel au documentaliste. Tout dépend du niveau de complexité de la recherche elle-même. On parle de la mort annoncée du métier chaque fois qu'apparaissent de nouvelles technologies ; on disait la même chose lorsque est apparu le Minitel. Mais le métier de documentaliste évolue parallèlement à la technologie, il ne meurt pas. Au contraire, les TIC (Technologies de l'Information et de la Communication) donnent accès à des milliards d'informations. Le documentaliste opère un tri, sur Internet ou dans des bases de données, via des formules d'interrogation et des méthodes de recherche bien spécifiques, propres à chaque base de données. Il choisit un échantillon de documents pertinent et adapté au but et au temps dont l'utilisateur dispose pour les consulter. De même, au sein d'une entreprise, c'est à lui que revient la désignation des bases de données pour lesquelles il vaut la peine de payer un accès et, souvent, la négociation des tarifs (fonction d'acheteur) : sa fonction de régulateur commence donc bien avant le moment où une demande lui est faite. Par ailleurs, cerner la demande de l'usager requiert également de la finesse, de la psychologie, de l'adaptabilité, ainsi qu'une bonne culture générale ; tout comme de garder un « radar » ouvert en tout temps. Tant qu'il y aura des producteurs d'informations, de nouvelles techniques, le documentaliste sera là pour permettre à l'utilisateur final de trouver ce qu'il recherche. Pour le documentaliste, trouver la bonne information a toujours été la priorité quel que soit le support : le métier a toujours évolué avec les technologies.
Médiation évoque l'idée de lien, de chaînon. La médiation se décline différemment suivant les publics mais elle passe toujours par une discussion, un dialogue, un contact avec l'utilisateur.
La médiation permet la mise en commun des savoirs de l'utilisateur et du documentaliste.
Le triptyque information, documentaliste, utilisateur implique une médiation.
Le documentaliste qui connaît bien son domaine et les besoins de ses utilisateurs, peut les anticiper.
Que cherchent les utilisateurs ?
En général ils cherchent une information qui leur soit donnée rapidement, qui soit pertinente, qui soit actualisée, qui soit vérifiée. Une fois qu'ils ont l'information, ils veulent de façon aussi rapide le document primaire et aussi avoir accès à des sources et à des supports multiples.
Plus largement, à partir des années 2000, le documentaliste adjoint à ses fonctions "traditionnelles" mentionnées plus haut d'autres comme webmestre, "knowledge manager" (gestion du savoir de l'entreprise). Son métier peut même changer de nom de ce fait, sans perdre pour autant une composante documentation.

## Le professeur documentaliste
Le statut de professeur documentaliste est apparu en France dans l’Éducation nationale en 1989 par la création du CAPES de Documentation. Ses missions sont définies par la circulaire n°2017-051 du 28 mars 2017, qui a abrogé celle du 13 mars 1986. Elles s'organisent en trois axes :
- faire acquérir par les élèves une culture de l'information et des médias ;
- organiser les ressources documentaires de l'établissement scolaire et leur mise à disposition ;
- ouvrir l'établissement sur son environnement éducatif, culturel et professionnel.

## Le documentaliste audiovisuel
Comme son nom l'indique, ce professionnel est spécialisé dans l'exploitation de ressources audiovisuelles. Le documentaliste audiovisuel conçoit, gère et exploite un fonds sonore et/ou d'images fixes, ou image animées, d'actualité ou patrimoniale. Ainsi il peut tout aussi bien travailler seulement sur des images (on parle de documentaliste-iconographe, plus rarement de photothécaire), ou que sur des sons : un phonothécaire. En ce qui concerne les vidéos on distingue d'un côté le vidéothécaire et de l'autre le cinémathécaire, pour les films de cinéma. Tout comme le documentaliste généraliste, il doit analyser puis décrire de façon synthétique les documents qu'il intégrera à des bases de données.
Les tâches du documentaliste audiovisuel peuvent être multiples : selon le contexte il pourra être amené à assurer la communication et la diffusion des fonds et orienter la politique d'acquisition ; prendre part à l'élaboration d'expositions, assumer des fonctions éditoriales ou encore gérer des fonds physiques et numériques.
De nos jours le documentaliste audiovisuel doit être au fait du numérique et de ses exigences techniques (métadonnées, format d'échange, questions juridiques…). Ce qui suppose de plus en plus posséder les qualités nécessaires à la gestion de projet : connaissance en production et travail éditorial, en ergonomie de la diffusion en ligne, en commercialisation et prise en charge de la gestion des droits.
Ainsi les compétences du documentaliste en audiovisuel se doivent d'être plurielles: il doit être en mesure de concevoir et d'appliquer les critères de sélection, d'acquisition et d'archivage propres aux collections et fonds audiovisuels ; choisir les formats et standards afin d'exploiter (conserver et diffuser) au mieux ses fonds. Il doit identifier et décrire le contenu des ressources audiovisuelles pour en faciliter l'exploitation, concevoir des produits spécifiques dédiés à la valorisation des collections : portfolio, dossier thématique, banques d'images ou encore organisation d'expositions. Il doit également savoir déterminer et mettre en œuvre les techniques de conservation des documents, et si cela est nécessaire superviser leur numérisation. Enfin il doit connaitre et appliquer le droit relatif au droit d'auteur et droit à l'image, savoir mener une négociation et surtout gérer un projet dans tous ses aspects : mobilisation des moyens humains, techniques, maitrise des coûts, respect du cahier des charges et délais.
Les activités du documentaliste audiovisuel s'organisent autour de cinq grands pôles : conception, développement et diffusion de fonds audiovisuels ; migration des fonds vers le numérique ; gestion quotidienne des fonds ; recherche et fourniture d'images aux utilisateurs et valorisation des fonds.
En termes d'aptitudes le documentaliste audiovisuel doit donc posséder une bonne mémoire visuelle, le sens de l'esthétisme et de la créativité, un bon relationnel, être réactif, avoir le sens de la communication et être force de proposition.
Le documentaliste peut tout aussi bien travailler en entreprise, où on le retrouve le plus souvent au service communication, marketing ou presse ; dans des instituts de recherche, en agence photographique, dans les musées ou encore dans les bibliothèques.
Le recherchiste, ou documentaliste-recherchiste, ou dans son extension producteur d'archives (traduction littérale du métier d'Archive Producer), est un documentaliste spécialisé dans la recherche de documents audiovisuels et iconographiques, en vue de leur ré-exploitation dans une nouvelle production audiovisuelle : documentaire, fiction, publicité, programme de flux, exposition,...Ce métier implique une grande connaissance des sources d'archives, une forte culture générale, ainsi que de solides bagages juridique et technique, afin de proposer au réalisateur des archives exploitables, lui en assurant une utilisation paisible. Les recherchistes exercent le plus souvent en indépendants, ou sous le régime de l'intermittence du spectacle, plus rarement sous forme d'agence comme Le Chaînon Manquant, plus ancienne société encore en activité.
Les formations vont de la licence professionnelle au master 2, en cursus spécialisé dans la documentation audiovisuel, ou en documentation générale.

## Le travail en réseau
La notion de réseau a été très vite intégrée par le monde documentaire (bibliothèques et centres de documentation). Elle sous-tend maintenant toute la logique du système bibliothéconomique et documentaire, local, national et international.
L'objectif principal dans ce contexte est la diffusion et l'échange d'information : le PEB autrement dit le prêt entre bibliothèques, le catalogage partagé, l'indexation partagée, l'interopérabilité entre entités, la consultation de catalogues à distance sont des exemples des possibilités qu'offre le réseau. L'échange se produit aussi de manière moins formelle sur les listes de discussions professionnelles et les forums. L'appartenance à une communauté professionnelle est renforcée par le réseau. Ainsi, même s'il est isolé dans son entreprise, son lycée ou sa bibliothèque, le professionnel se sent moins solitaire, mais solidaire d'un métier, d'une profession. Le réseau démultiplie l'accès à l'information. La notion de réseau met aussi en évidence la mutualisation des moyens. C'est là-dessus que repose l'idée de consortium débattue à l'heure actuelle dans le milieu professionnel.
Pour les professionnels de l'information travaillant au plus près des collaborateurs dans les entreprises, le « réseau » est souvent celui des services et départements eux-mêmes en général déployé sur l'intranet, le professionnel de l'information étant alors un des acteurs de ce réseau.

## Technologies de l'information et accès à l'information
L'arrivée des nouvelles Technologies de l'Information et de la Communication — TIC — facilite l'accès aux connaissances. Cependant, la masse exponentielle d'information digitale envahit quotidiennement l'utilisateur. Cet excès est plus communément surnommée l'infobésité. Auparavant détenteur du savoir et des accès aux supports physiques renfermant la connaissance, le documentaliste a dû se créer un nouveau rôle face à cette mutation. De nos jours, sa valeur réside dans la maitrise des compétences techniques et des pratiques documentaires dans le but d'accompagner l’utilisateur dans sa recherche d'information pertinente et vérifiée à travers le web. Au cours de sa formation, le documentaliste entretient une curiosité face aux TIC. Passionné, il possède généralement une bonne culture générale et une flexibilité d'adaptation face à la nouveauté et aux changements.

## Le documentaliste et Internet
Depuis l'arrivée d'Internet, les pratiques documentaires ont été modifiées. Contrairement aux supports traditionnels et physiques (Édition papier, vidéos-cassettes, photographies, ...), le support numérique d'une information requiert de nouvelles pratiques et de nouvelles connaissances plus techniques pour parvenir à le contrôler. Les produits sont créés de façon différente, et ils sont adaptés aux nouveaux besoins des utilisateurs.
La grande révolution au niveau de la communication entre le professionnel et les usagers est l'apparition du courrier électronique, autrement dit l'e-mail. Grâce à lui, le documentaliste raccourcit les délais de transmission d'une information même avec les utilisateurs les plus éloignées, en évitant ainsi des contraintes comme les délais de la poste, le coût du timbrage, etc. Dans la même optique, les échanges professionnels entre collègues sont facilités et les listes de diffusion une source d'information de référence.
Par ailleurs, l'information se présente aujourd'hui sous forme de flux continus. Cependant, les milliards d'informations disponibles sur Internet ne présentent pas toutes la même valeur et encore moins le même degré de fiabilité. Il est désormais établi que la capacité du documentaliste à identifier et valider l'information qu'il présente à l'utilisateur est cruciale et représente une plus-value certaine. Le documentaliste doit désormais se poser en spécialiste des flux d'information qu'il doit pouvoir maîtriser par ses connaissances des technologies et des réseaux informatiques. Il doit aider à « réguler le flux d'information ».
Le professionnel de la documentation doit donc rester extrêmement vigilant quant à la pertinence des informations qu'il sélectionne.
Ses compétences techniques (notamment informatiques) doivent être développées au même niveau que ses compétences dans son domaine d'exercice professionnel et il est nécessaire pour lui de proposer des réserves d'information fiables et des produits documentaires qui correspondent aux besoins des utilisateurs.
Les technologies de l'information ont façonné le métier de documentaliste, en supprimant progressivement les barrières qui le séparaient des sciences sœurs telle la bibliothéconomie ou l'archivistique. En effet aujourd'hui, il n'est plus seulement question pour le professionnel de gérer les documents, mais plutôt de gérer l'information indépendamment de son support, de sa nature, etc. En outre, les structures documentaires, à cause justement des technologies de l'information qu'elles utilisent, sont à la fois des centres de documentation, des centres d'archives et des bibliothèques. Le professionnel est devenu polyvalent. Affranchi du support, le rôle du professionnel de l'information documentaire relève à la fois de celui du documentaliste, de l'archiviste ou du bibliothécaire.

## Formation

### En France
En théorie, il est possible d'accéder au métier de documentaliste avec un DUT Information Communication ou un DEUST métiers des bibliothèques et de la documentation (Bac+2). Toutefois, on observe depuis quelques années une tendance à l'élévation du niveau d'études requis pour le recrutement. Selon une étude de l'ADBS réalisée en 2010, 24% des professionnels interrogés ont un diplôme de Bac+5 ou plus contre 18% en 2005. De plus, beaucoup de DUT information-documentation ont disparu. Il reste deux formations dans le secteur privé : l'Ecole de Bibliothécaires Documentalistes (EBD) et l'Institut National des Techniques Documentaires (INTD).
En 2015, l'ADBS publie une autre étude analysant l'état des métiers de la veille dans laquelle 48% des offres d'emploi étudiées exigent un diplôme de niveau au moins Bac+5.
La plupart des fiches métier disponibles sur Internet recommande un bagage scientifique plutôt que littéraire pour s'insérer plus facilement dans le marché du travail. En outre, pour travailler dans des domaines spécialisés (cabinets juridiques, entreprises pharmaceutiques, banques, entreprises du bâtiment...), il est souvent demandé d'avoir des compétences propres au secteur dont il est question,.
Enfin, pour travailler dans la fonction publique, il est nécessaire de passer un concours de catégorie A, B ou C selon le niveau d'études mais il n'y a qu'une vingtaine de places disponibles chaque année.

### Au Québec
Au Québec, pour devenir documentaliste – ou communément appelé technicien en documentation – il est obligatoire de suivre un programme de formation technique dans un établissement scolaire collégial en vue d’obtenir un diplôme d’études collégiales (DEC). Le passage par le cégep n’est pas obligatoire et se situe entre les études secondaires et universitaires.
Le programme Techniques de la documentation sert à «former des spécialistes capables de répondre aux besoins d’information des différentes clientèles des bibliothèques, des centres de documentation, des centres de gestion de documents administratifs et des centres d’archives» et est d’une durée de trois ans à temps plein, soit l’équivalent de six sessions. En 2015, le programme a été actualisé au niveau ministériel et chaque cégep a dû développer une programmation et une offre de cours à partir d'un document publié par le Ministère de l’Éducation et de l’Enseignement supérieur.
Actuellement, le programme est offert par six établissements d’enseignement à travers la province:
1. Collège de Maisonneuve (Montréal)
Particularités: le Collège de Maisonneuve est le seul cégep offrant la formation en français sur le territoire montréalais.
L’appellation du programme est Documentation – Gestion de l’information.
2. John Abbott College (Montréal)
Particularités: le Collège John Abbott offre la possibilité de réaliser le programme en trois ans ou de manière intensive en deux ans. Il est offert exclusivement en anglais.
L’appellation du programme est Information and library technologies.
3. Collège Lionel-Groulx (Laurentides)
Particularités: pour offrir un enseignement dynamique à ses étudiants, le Collège Lionel-Groulx s’est récemment équipé d’un nouveau laboratoire, un centre de documentation annexé à une classe, ainsi qu'un espace pour les animations et les formations.
L’appellation du programme est Techniques de la documentation, gestion de l’information.
4. Cégep Garneau (Capitale-Nationale)
Particularités: le Cégep Garneau donne une certification du Profil TIC des étudiants collégial. Il permet de suivre quatre cours à distance, un atout intéressant avec les nouvelles méthodes de travail utilisées depuis la pandémie de COVID-19. Puis, afin de mieux informer les futurs étudiants des possibilités de carrière, le cégep présente le portrait de treize diplômés sur son site Web.
L’appellation du programme est Techniques de la documentation, gestion de l’information.
5. Cégep de Trois-Rivières (Mauricie)
Particularités: pour s’inscrire dans le mouvement des bibliothèques tiers-lieu, le Cégep de Trois-Rivières offre un tout nouveau Fablab à ses étudiants afin qu’il puisse apprendre dans un environnement moderne et collaboratif. 
Le cégep a conservé l’appellation Techniques de la documentation pour son programme.
6. Cégep de l’Outaouais, Campus Félix-Leclerc (Outaouais)
Particularités: le Cégep de l’Outaouais ne présente aucune particularité, mais il inclut une courte présentation de son programme via la plateforme YouTube sur son site Web.
L’appellation du programme est Documentation, gestion de l’information et des archives.

## Perspectives d’emploi

### Au Québec
Au Québec, le taux de placement pour la profession de documentaliste est de 83,3 %. D’après la Fédération du personnel de soutien scolaire pour l’année 2021, le salaire horaire médian est de 23,12$ au premier échelon et va jusqu’à 30,22$ au dernier échelon (11e),.
On retrouve une multitude de secteurs où le documentaliste peut travailler. En voici quelques exemples:
- Bibliothèques (publiques, scolaires, universitaires, nationales, spécialisées)
- Centres d’archives
- Centres de documentation
- Gouvernement
- Organismes privées

On retrouve également plusieurs appellations possibles,:
- Technicien en documentation
- Technicien en archivistique
- Technicien en gestion des documents
- Technicien en gestion de l’information
- Responsable du service de référence
- Responsable du service des acquisitions
- Responsable du service du traitement intellectuel des documents
- Coordonnateur
- Bibliotechnicien
- Et plus encore.

## Associations dans les pays francophones
- ABD-BVD : Association Belge de Documentation - Belgische Vereniging voor Documentatie[38]
- ABF : Association des bibliothécaires français[39]
- APDEN : Association des professeurs documentalistes de l’Éducation nationale[40]
- ADBS : Association des professionnels de l'information et de la documentation[12]
- ADDNB : Association pour le développement des documents numériques en bibliothèques[41]
- AIFBD : Association internationale francophone des bibliothécaires et documentalistes[42]
- ANI : Association nationale des iconographes[43]
- APBD : Association professionnelle des bibliothécaires et documentalistes[44]
- APTDQ : Association professionnelle des techniciennes et techniciens de documentation au Québec[45]
- ASTED: Association pour l'avancement des sciences et des techniques de la documentation[46]
- IFLA : Fédération internationale des associations de bibliothécaires et d'institutions[47]
- PIAF : « Association des Professionnels de l'image et des archives de la francophonie »
- FPSS: Fédération du personnel de soutien scolaire[33]